# Lingua ebraica medievale

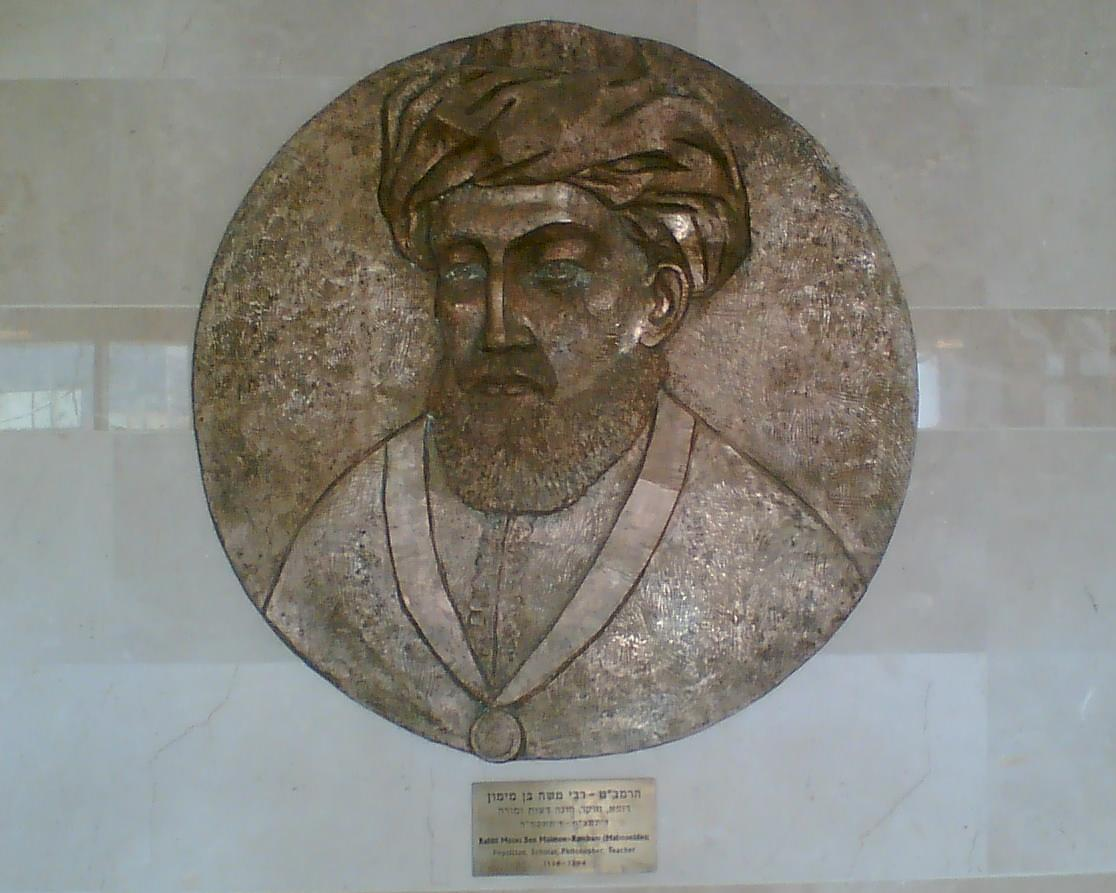
Targa di Maimonide al Rambam Medical Center di Haifa

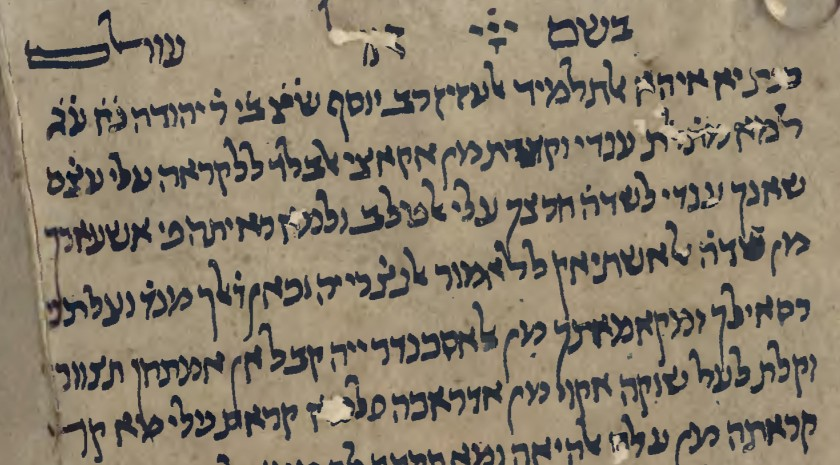
Estratto dalla traduzione in ebraico del XIII-XIV secolo della "Guida dei perplessi" di Maimonide

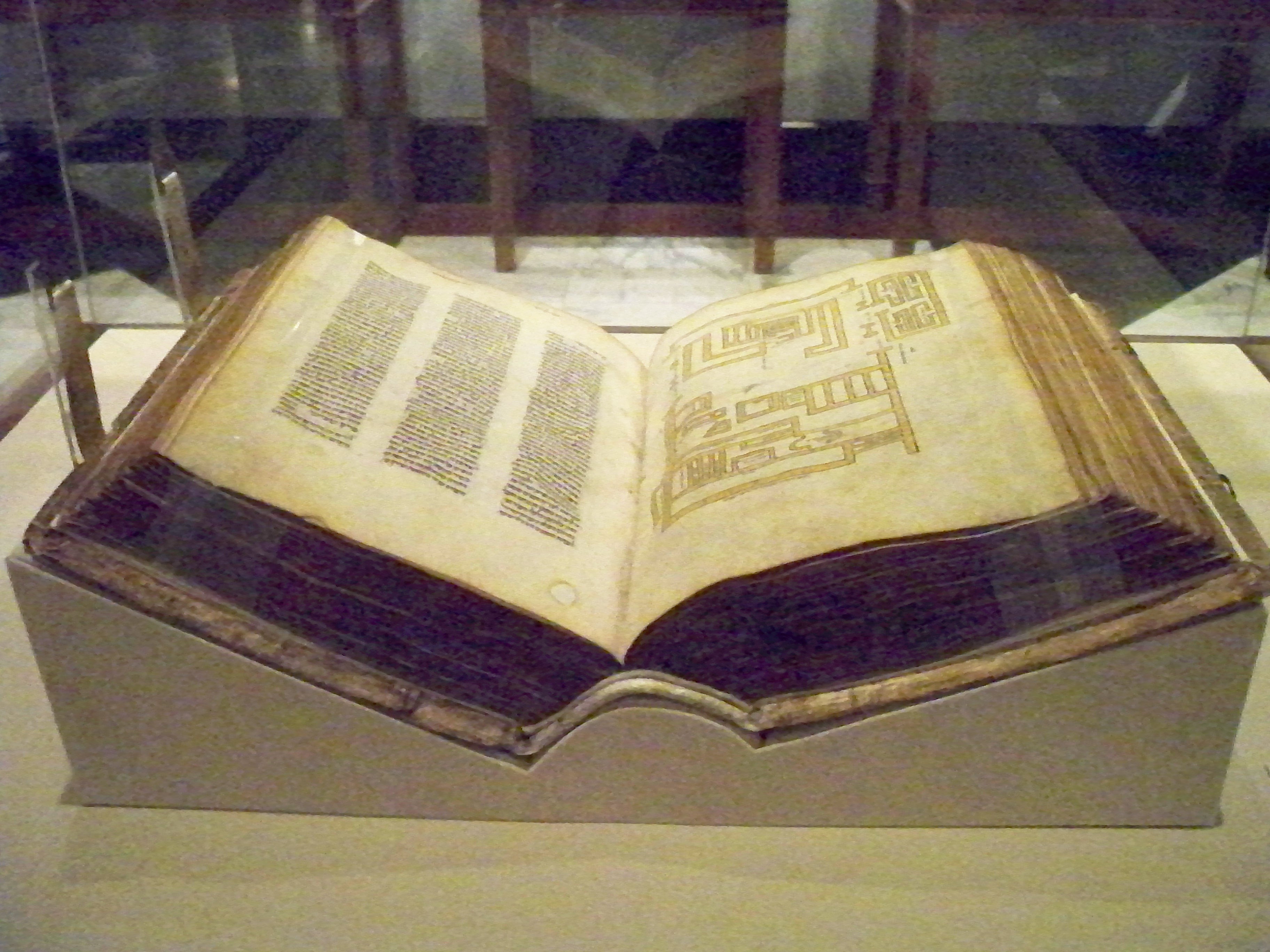
La "Mishneh Torah" di Maimonide

L'ebraico medievale è la lingua letteraria ebraica utilizzata nella letteratura rabbinica dei Gaonim (dal 650 al 1250), dei Rishonim (dal 1250 al 1550) e dagli Acharonim (dal 1550 ai giorni nostri).
L'ebraico medievale possiede molte caratteristiche che lo differenziano dall'ebraico più antico; nella grammatica, nella sintassi e nella struttura della frase. Anche il lessico presenta molti neologismi e prestiti, anche se spesso ricavati da radici pur sempre ebraiche.

## Storia
Durante l'epoca d'oro della cultura ebraica in Spagna i grammatici si dedicarono moltissimo allo studio della grammatica e del lessico della lingua ebraica biblica. Molta loro attività si basò sul modello dei grammatici dell'arabo classico. Importanti grammatici dell'ebraico furono Judah ben David e Jonah ibn Janah. La filologia ebraica e la semitistica comparata iniziarono con l'opera Risāla (Lettera) di Judah ibn Quraysh. Molta poesia venne scritta da poeti come Dunash ben Labrat, Avicebron, Yehuda Ha-Levi, David Hakohen e i due Ibn Ezra, Abraham e Moise; in un ebraico "purificato" basato sulle opere di questi grammatici, e secondo la metrica quantitativa araba (Piyyut). In seguito questo ebraico letterario venne usato da alcuni poeti ebrei italiani.
Il bisogno di esprimere concetti scientifici e filosofici del greco classico e dell'arabo medievale spinse l'ebraico medievale ad assorbire termini e forme grammaticali da queste lingue, o a coniare termini corrispondenti da radici ebraiche già esistenti, dando vita ad uno stile diverso di ebraico filosofico. Molti hanno paralleli diretti nell'arabo medievale. I componenti della famiglia Ibn Tibbon, specialmente Samuel ben Judah ibn Tibbon, furono responsabili della creazione molte di queste forme di ebraico, che essi stessi utilizzarono per la traduzione di materiale scientifico dall'arabo. In quell'epoca le opere filosofiche ebraiche originali venivano di solito scritte in arabo; ma con il passare del tempo fu impiegato questo tipo di ebraico anche per molte composizioni originali.
Un'altra importante influenza fu esercitata da Maimonide, che elaborò uno stile semplice basato sull'ebraico mishnaico che utilizzò nel suo codice legale, la Mishneh Torah. La successiva letteratura rabbinica venne scritta in uno stile che mescolava questo con l'ebraico rabbinico "aramaicizzato" del Talmud.
Con l'arrivo dei secoli XII e XIII il baricentro culturale dell'ebraismo mediterraneo si spostò da un contesto islamico ai Paesi cristiani. L'ebraico scritto impiegato nella Spagna settentrionale, in Provenza (termine allora usato per indicare tutta la Francia meridionale) e in Italia veniva sempre più influenzato dal latino, in particolare negli scritti filosofici, e anche da diversi volgari (provenzale, italiano, ecc.). In Italia si assiste alla fioritura di un nuovo genere, il dizionario filosofico Italiano-Ebraico. L'italiano di questi dizionari era in genere scritto in caratteri ebraici, che costituiscono un'utile fonte per la conoscenza della filosofia Scolastica tra gli ebrei. Uno dei primissimi dizionari fu scritto da Mosè ben Shlomo di Salerno, che morì nel tardo XIII secolo; fu ideato per chiarire i termini da lui stesso usati nel suo commento a La guida dei perplessi di Maimonide. Il vocabolario di Mosè di Salerno fu pubblicato da Giuseppe Sermoneta nel 1969. Esistono anche vocabolari relativi ad eruditi ebrei che strinsero amicizia con Giovanni Pico della Mirandola. Il commento di Mosè di Salerno a La guida dei perplessi include anche traduzioni italiane di termini tecnici; ciò mette in confronto il sistema filosofico di influenza islamica de La guida dei perplessi con la filosofia Scolastica italiana del XIII secolo.
L'ebraico medievale fu utilizzato anche come lingua di comunicazione tra ebrei di Paesi diversi, soprattutto per il commercio internazionale.
Meritano attenzione anche le lettere conservate alla Ghenizah del Cairo, che mostrano un ebraico influenzato dall'arabo del Diritto medievale egiziano. I termini arabi e la sintassi araba che si trovano nelle lettere costituiscono una significativa fonte di documentazione dell'arabo parlato medievale; siccome gli ebrei dei Paesi islamici tendevano ad usare nei loro scritti l'arabo colloquiale, anziché l'arabo letterario usato nelle fonti medievali arabe.

### Generale
- Storia della lingua

### Specifica
- Giulio Busi, L'enigma dell'ebraico nel rinascimento, Torino, Aragno, 2007, ISBN 88-8419-292-7
- Giorgio Pavesi, Leone De' Sommi Hebreo e il teatro della modernità, Asola (MN), Gilgamesh Edizioni, 2015, ISBN 978-88-6867-085-6
- Erica Baricci (trad. e cura di), Leone de' Sommi. La commedia del fidanzamento, Prefaz. di Paolo Bernardini, Firenze, Giuntina, 2025, ISBN 979-1255690931
- Giuseppe Veltri, Il rinascimento nel pensiero ebraico, Torino, Paideia, 2020, ISBN 978-88-3940-950-8
- T. Carmi (edited and translated by), The Penguin Book of Hebrew Verse, 1981, Viking Press and Penguin Books (USA), Allen Lane and Penguin Books (UK), ISBN 0-14-04-2197-1